# Sichelwespe (Therion)
Die Sichelwespe (Therion circumflexum), vom deutschen Namen her nicht zu verwechseln mit der Sichelwespe Ophion luteus, ist eine Schlupfwespe aus der Unterfamilie der Anomaloninae. Die Art wurde von Carl von Linné 1758 als Ichneumon circumflexus erstmals beschrieben. Das lateinische Art-Epitheton circumflexum bedeutet in etwa „gebeugt“.

## Merkmale
Die Schlupfwespen sind 14 bis 25 mm lang. Kopf und Thorax der relativ großen Schlupfwespen sind überwiegend schwarz. Das Scutellum ist gelb. Der Hinterleib ist überwiegend orange gefärbt. Lediglich das hintere Ende sowie die Oberseite des dritten Tergits sind schwarz. Das Weibchen besitzt einen kurzen Legestachel. Die Fühler sind mit Ausnahme der schwarz gefärbten Basis orange. Die Beine sind gelb-orange gemustert. Die hinteren Femora und hinteren Tibia besitzen jeweils ein dunkel gefärbtes apikales Ende. Das Flügelmal ist orange gefärbt. Die innere apikale Flügelzelle besitzt an zwei Stellen eine weiße Randaderung. Die Weibchen besitzen drei vertikale gelbe Streifen im Gesichtsfeld sowie einen gelben Bereich oberhalb des Labiums. Bei den Männchen ist das Gesichtsfeld fast vollständig gelb gefärbt.

## Verbreitung
Die Sichelwespe Therion circumflexum ist in weiten Teilen der Paläarktis (Europa, Asien, Nordafrika) verbreitet. In der Nearktis (Nordamerika) kommt die Art ebenfalls vor.

## Lebensweise

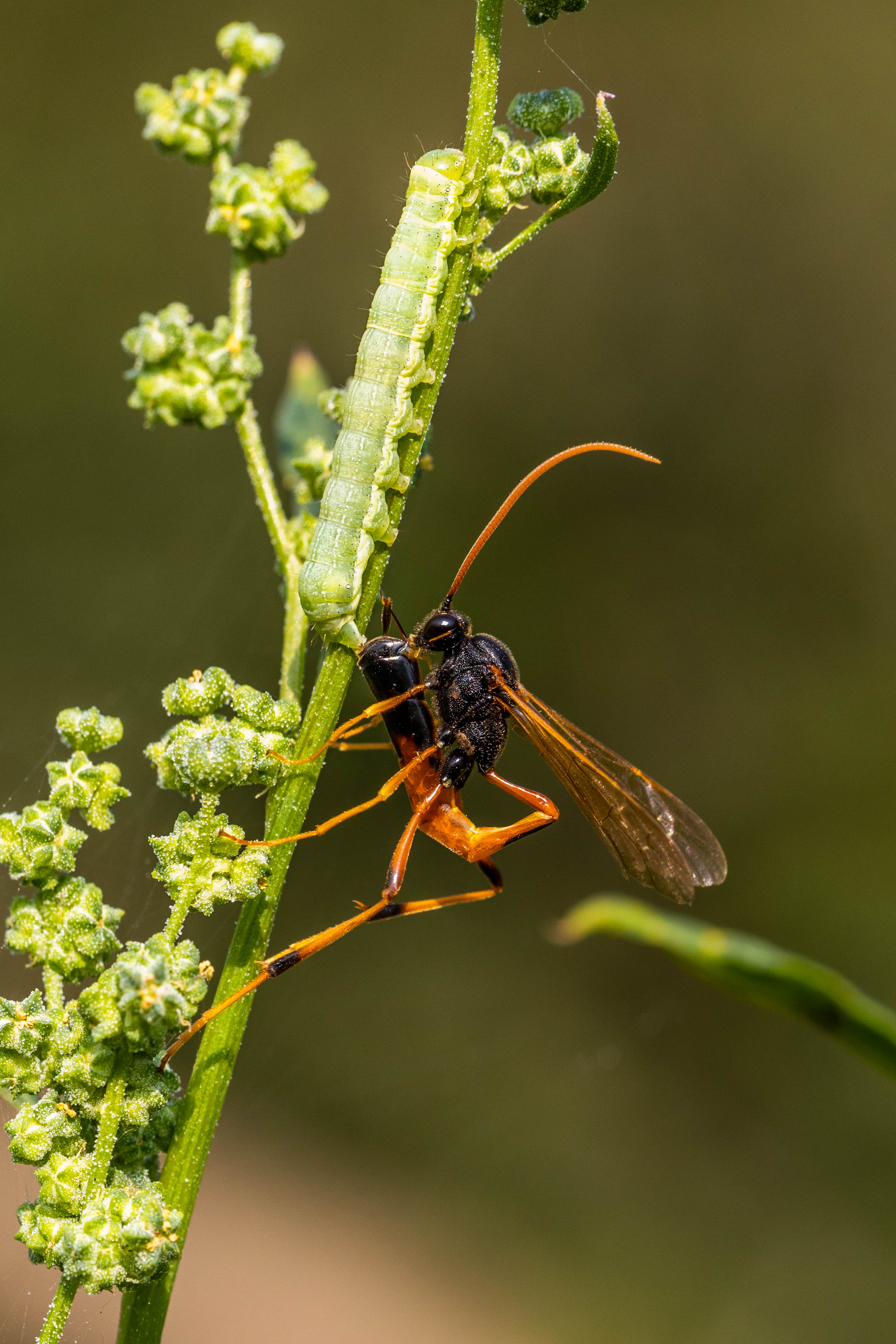
Sichelwespe bei der Eiablage in eine Raupe

Die adulten Sichelwespen fliegen von Mitte Juni bis September. Therion circumflexum ist ein solitärer koinobionter Endoparasitoid verschiedener Schmetterlingsarten, darunter der Zackenbindige Rindenspanner (Ectropis crepuscularia), der Ligusterschwärmer (Sphinx ligustri), der Kiefernschwärmer (Sphinx pinastri), der Zickzackspinner (Notodonta ziczac) sowie eine Reihe von Eulenfaltern (Noctuidae). Die weibliche Schlupfwespe legt ihre Eier in den Raupen ab. Die geschlüpfte Larve entwickelt sich im Inneren ihres Wirtes und ernährt sich von diesem. Später verpuppt sie sich außerhalb ihres Wirtes in einem dünnen Gespinst.

## Taxonomie
In der Literatur finden sich folgende Synonyme:
- Anomalon circumflexum
- Ichneumon circumflexum Linnaeus, 1758